# Sông Orekhovka
Orekhovka (tiếng Nga: Ореховка) là một sông tại vùng Primorsky, Nga, đây là chi lưu dài nhất của sông Malinovka.
Diện tích lưu vực của sông Orekhovka xấp xỉ 1.810 km². Sông có chiều dài 80 km. Độ sâu trung bình của sông là 1-1,5 m.
Có hai trạm thông thương trên sông gần các làng Polyany và Yasnaya Polyana.